# 茨城県立竜ヶ崎南高等学校
茨城県立竜ヶ崎南高等学校（いばらきけんりつりゅうがさきみなみこうとうがっこう）は、茨城県龍ケ崎市北方町に所在する公立の高等学校。

## 設置学科
- 普通科

## 沿革
- 1982年10月 設立。
- 1983年4月 第1回入学式。
- 1992年11月 創立10周年記念式典。
- 2002年11月 創立20周年記念式典。
- 2012年11月 創立30周年記念式典。

## 交通
- 取手駅より大利根交通自動車バス東北方停留所より徒歩3分。

## その他
- 2012年時点の募集定員は3学級120人。
- 平成23年度卒業生の進路は、4年制大学16名（うち流通経済大学6名）、短大3名、専門学校39名、就職39名